# Cape Coast Sportstadion
Het Cape Coast Sports Stadion is een multifunctioneel stadion in Cape Coast, Ghana. Het stadion wordt meestal gebruikt voor voetbalwedstrijden, de voetbalclub Cape Coast Ebusua Dwarfs maakt gebruik van dit stadion. Er is plaats voor 15.000 toeschouwers. 
Het stadion werd gebouwd tussen 2013 en 2016. In mei 2016 werd de eerste wedstrijd gespeeld. Bij het stadion zijn ook faciliteiten voor volleybal, tennis, en basketbal.
In september 2017 is hier de WAFU Nations Cup. Onder andere de finale en halve finale worden hier gespeeld.